# العنان (الجوف)

تعديل مصدري - تعديل

العنان هي مدينة ومركز مديرية برط العنان بمحافظة الجوف اليمنية، بلغ تعداد سكانها 6947 نسمة حسب الإحصاء الذي أجري عام 2004.